# 霍人战争
霍人战争，也可叫作回人战争。“霍人战争”是泰国人对一场战争的误称。这场战争是在1865年到1890年间反抗入侵了东京（今越南）和暹邏（今泰國）的部分领土的中国“准军队”的一场战争。入侵老挝人领土的军队军纪尤为糟糕并且他们无拘束地抢劫佛寺。由于不知道这些人是基督教異端領袖洪秀全所领导的太平天国运动戰败后的残部，因此这些入侵者被误认为是来自云南的中国穆斯林。通过缅甸或老挝移居到泰国的中国穆斯林被泰国人和老挝人叫作“霍人”（老挝语：ຮໍ່；泰语：ฮ่อ；皇家转写：Ho）。这一称呼来自汉语的“回”。拉玛五世国王派出的军队并没能成功镇压敌人的各个群体。这些群体中的最后一个最终在1890年解散。

## 旗帮入侵
在19世纪后半叶，被叫作“旗帮”的中国勇士团体蹂躏了老挝北部的大量地区。旗帮是一群逃离对太平天国的镇压的中国歹徒和劫掠者。东京（现在的越南北部地区）最先被入侵。当时“黑旗军”和与之竞争的“黄旗军”的各分队在1865年穿过了中越边界，并在红河谷的上游地带设立了基地。

## 越军与清军的反击

### 黑旗军与黄旗军
在接下来的二十年里，黑旗军及其首领刘永福由于为越南嗣德帝和清朝君主服役，在东京对法国帝国主义进行了斗争，而获得了一定程度的合法性和名望。相比之下，黄崇英领导下的黄旗军则未能成功获得任何程度的合法性并被越军、黑旗军及清军的组合所追捕。他们最终被瓦解并被击败。在1875-1876年，随着黄崇英被清越联军俘虏并被处死，幸存的黄旗军残余者向西逃到了黑水河谷的上游部分，从那里起，他们开始骚扰泰族十二州（泰语：สิบสองเจ้าไต；皇家转写：Sip Song Chau Tai；意为“十二个泰语支人州”）的各个半独立的泰语支联盟的小镇。这个地方即是今天越南的西北和老挝的东北。

### 红旗军与条旗军
在更西的地方，大约从1872年起，由于清廷再次征服了云南，那些逃离了云南的被击败了的造反者团伙们也开始穿过边境，漂泊到了老挝。当时的老挝是暹罗王国的一个附庸国。这些新的团伙以“红旗”和“条旗”来作区分。他们向南移动，占领了差不多整个老挝北部。红旗军在1873年洗劫了奠边府，而条旗军于同年取得了对勐潘和石缸平原的控制。
作为对这一令人担心的挑战的回应，在1874年，琅勃拉邦的国君昭·温坎（“昭”相当于“君主”之意）和阮朝君主嗣德帝派出了一支联军来驱逐这些入侵者。不过，这支军力被击溃了，而潘人的国君（即勐潘的国王）昭·翁（Ung）也被杀死。这些胜利的“霍人”向南移动去洗劫万象，而昭·温坎发出了紧急求助，以求得暹羅國王拉玛五世的帮助。

## 暹罗人的到来
在1875年春，暹罗军队在廊开渡过了湄公河。在霍人战争的第一次泰军远征中，他们进军去夺取位于清坎（Chiangkham）的主要的霍人基地。这次远征未能成功实现其首要目标，这是因为这些霍人拒绝交战并且撤退到了勐潘和华潘的山区里。那年晚些时候，暹罗人离开了。在暹罗人离开时，武装的霍人团伙再次出现，并随意地进行大小不等的掠夺和抢劫。

### 第二次暹罗军远征和詹姆斯·麦卡锡
八年后，在1883年，昭·温坎面对着霍人对他在琅勃拉邦的首都的再度的威胁，再次向曼谷请求援助。朱拉隆功国王派遣了一支主要由依善人和北方泰人应征兵组成的暹罗军队。英国测量员詹姆斯·麦卡锡（James McCarthy）也参与了随后的这次远征，而这次远征“是计划不周的、策划不当的，以及最终失败的”。由于麦卡锡的存在，1884年-1885年的这次远征被非常好地记录在了文件之中。麦卡锡的个人记述提供了对暹罗人在霍人战争中的付出、劳苦及无能的描述。这些记述比暹罗官方的记述更加清楚。
在1884年，麦卡锡已经开始对老挝-东京边境地带有所了解了。当时他带领着一支泰人远征测量队前往勐潘和华潘的南部边境，这是他绘制泰人王国地图的任务的一部分。在这次旅行期间，他常常行进经过那些定期被旗帮所攻击的领地。他记录道：“随着我们继续，霍人的传说故事被带来了。这些故事记述了他们突袭村庄的令人痛苦难忍的事件。他们屠杀或者弄残那些居民，或者将其囚禁起来。”
那些地区的美丽和天然财富给麦卡锡留下了很深的印象，但是他却发现那些居民过着“悲惨的生活……被抢劫者们骚扰、弄残及屠杀”。而在万象，那些佛教寺庙在十年前就已经在一次对掠夺物的搜寻之中被劫掠和亵渎了。麦卡锡写道：“那些僧院已被放纵地摧毁了，而一堆堆的棕榈叶记录文件被堆在一起。要不是眼快看到了这些，它们就会永远失落了。”
随后，麦卡锡旅行到了琅勃拉邦，以同暹罗军事指挥官们及昭·温坎进行磋商。在那里他了解到了霍人们已经前往勐育（Muang You）了，而勐育本应该被拍耶·素可泰（Sukhothai）的部队防御着。不过，这位泰人贵族正身患疟疾。他已撤退到了琅勃拉邦。结果，那些霍人得以攻占前哨基地并焚烧暹罗人的防御栅栏。随着六、七月的雨季的开始，疟疾成为了比非常可怕的霍人还要强有力的一个敌人。麦卡锡记录道：“雨水不断地倾注下来，疾病盛行。”于是，暹罗人的部队成员们不是驻扎在了琅勃拉邦的残余的老挝人地区，就是越过湄公河，撤退到了廊开。麦卡锡旅行到了曼谷，以告知朱拉隆功国王当时的情况并等待干旱的冬季月份的回来。

### 1885年2月战役

“楚他图提巴代旗”（ธงจุฑาธุชธิปไตย，Chudhadhujdhippatai），霍人战争期间的暹罗皇家陆军的军旗，由朱拉隆功国王在1885年赠送出。

在雨季结束时，麦卡锡被命令返回老挝。他在1884年11月从曼谷动身，途径了程逸和难。他在1885年1月14日抵达了琅勃拉邦，及时地目击到了接下来将持续三个月并将以失败告终的战斗的爆发。
霍人的武装包括现代连发步枪和伯明翰制造的弹药，并且许多人都精于游击战。他们使用令对方士气低落的战术，例如弄残俘虏，使用尖竹钉桩子，以及制造夜间突袭。双方也都仍然信仰魔法并且也都诉诸了魔法。时刻占星术伴随着暹罗部队。它决定了1885年2月22日早晨10点钟是开始攻击的最吉利的时刻。到了预定的时间，伴随着一声枪响，进攻方开始了他们对霍人据点的进攻。霍人的据点有着防守得很好的防御栅栏。这个地方长400米，宽200米。它被竹子包围着，并且有七座塔看守着它，每座塔都大约有12米高。泰人和老挝人的部队以50人为一队行进，每一队都在暹罗的白象旗之下，并且都使他们自己到了一处距离霍人堡垒100米的临时木栅之后。进攻方的武装包括了阿姆斯特朗6磅（2.5英寸/64毫米）炮，但是这些炮明显缺乏弹药。麦卡锡记录道，大多数的射击似乎都来自霍人的瞭望塔，并且尽管泰人和老挝人非常英勇并且对受伤几乎毫不在乎，然而对他们的“重大死刑”还是实施了。而另一方面，那些霍人则相对保持了未受损伤。在下午2点钟，泰人的总司令拍耶·拉芝（Raj）被一发炮弹击中——“重约两磅，擦过了一座中国寺庙的杆子，而他正站在那里，并且被击中了腿部”。他的受伤使得泰人遭受了进一步的挫折。对霍人防御栅栏的这次攻击最终不得不被放弃。

## 后续

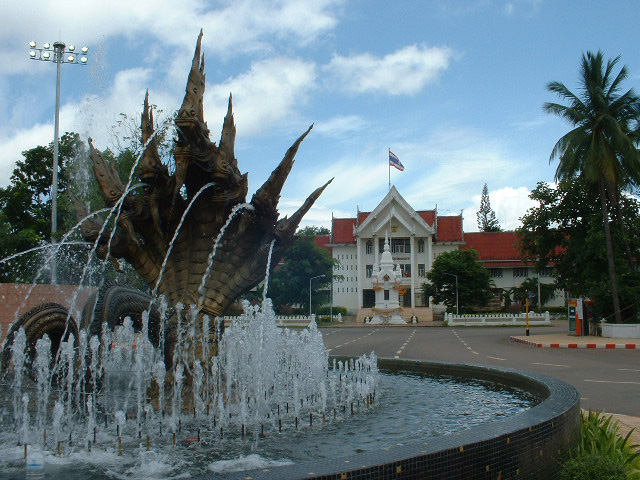
旧廊开市政厅

其后，麦卡锡打听了霍人入侵者们的由来和意图。他断定是云南的“省长”派他们到了这一地区来骚扰法国人。就东京的黑旗军而言，这一想法也许是对的，但是并没有直接的迹象显示了中国官方涉足了老挝事务。这些霍人继续他们的掠夺与破坏，直到19世纪90年代中期，在暹罗人和最后到来的法国人的联合压力之下，他们才被迫撤退回了中国。
今天，霍人战争差不多已被遗忘。纪念那些死于这场斗争中的泰人和老挝人士兵的一座纪念碑矗立在旧廊开市政厅之前。这里现在成为了一个社区中心和博物馆。一座更大、更新的纪念碑矗立在警察营房之后。顺着湄公河而下，在河对岸朝老挝望去，矗立在那里的是“昂坎僧院”。这个名字来自巴利语，意思是“死者的骨灰 （页面存档备份，存于）”，并且它在泰语里也指火星，而罗马人曾用他们的战神来为火星命名。在附近，这座城市保养着可爱的、小巧的“悲伤花园”。花园里的标牌表示着这是寡妇们来哀悼的地方。